# Леонченко, Владимир Валерьевич
Влади́мир Вале́рьевич Лео́нченко (11 апреля 1972, Москва) — российский футболист, полузащитник. Футбольный функционер. Завершил игровую карьеру в 2007 году, после чего работал тренером, был футбольным агентом, занимал различные должности в профсоюзе российских футболистов и тренеров. С 23 декабря 2020 года генеральный директор ФК «Локомотив» Москва.

## Ранние годы
В футбол Владимира Леонченко привели родители. В семилетнем возрасте он поступил в школу московского «Спартака», где набор начинался только с восьми лет. В одну группу взяли ребят 70-го, 71-го и 72-го года рождения. Как вспоминает сам Владимир, играть там было тяжело, в своей группе он был одним из самых младших, поэтому у него мало что получалось. На следующий год Владимир попробовал свои силы среди сверстников в футбольной школе «Динамо», где стал играть под руководством Юрия Кузнецова.

## Игровая карьера
Воспитанник школы московского «Динамо». За основной состав родного клуба не играл. В дубле «Динамо» провел три с половиной года. Потом отправился играть на правах аренды в «Ростсельмаш». В 1994 вернулся в «Динамо», провел с командой первые сборы, но вскоре подписал контракт с московским «Локомотивом». Через год перешёл в московское «Торпедо», где провел большую часть своей карьеры и был капитаном команды.
В 1997 году, когда «Торпедо» возглавил Александр Тарханов, Леонченко провел несколько матчей и вскоре перестал попадать в основной состав команды. Вместе с форвардом «Торпедо» Арсеном Аваковым он отправился на просмотр в один из корейских клубов, однако там не подошёл и по возвращении был отдан в аренду в ярославский «Шинник». После завершения карьеры футболиста, именно эти полгода выступления за ярославский клуб он назовет лучшим периодом своей карьеры:

Конечно, самых больших успехов я добился с «Торпедо», но лучшим считаю 97-й год в Ярославле. Тем летом, когда я пришел в «Шинник», клуб занимал 14-е место, но смог финишировать на 4-м. В этом сезоне я играл на позиции атакующего полузащитника: забивал и отдавал голевые передачи.

В 1999 году Виталий Шевченко вернул Леонченко в «Торпедо», где он провёл несколько удачных сезонов. В 2003 году из-за конфликта с руководством клуба был выставлен на трансфер. Подписал контракт с пермским «Амкаром». Последний год игровой карьеры выступал за «Аланию» и «Терек».
Всего в чемпионате России в составе пяти команд сыграл в 282 матчах, забил 34 гола.
Леонченко входит в число самых результативных исполнителей пенальти в чемпионате России, на его счету 20 голов с пенальти (4 место) при 23 ударах (87 %). В чемпионате 2003 года он установил рекорд чемпионатов России, реализовав свой 14-й пенальти подряд. В 2006 году это достижение перекрыл результат Дмитрия Кириченко.

### Достижения
- Бронзовый призёр чемпионата России: 1994, 2000

## Послеигровая деятельность
Член, председатель совета (в 2008 году), исполнительный директор (в 2018 году) профсоюза российских футболистов и тренеров. В июле 2007 года был делегатом от России на учредительном конгрессе Европейского профсоюза футболистов и тренеров.
С августа 2007 года работал тренером в Центре подготовки футболистов «Динамо» Москва. С января 2009 года являлся помощником главного тренера «Томи» Валерия Непомнящего в качестве селекционера.
С июля 2019 года работал в воронежском «Факеле». В августе 2019 года стал заместителем председателя Совета по содействию в развитии АФК «Факел». Заместитель председателя наблюдательного совета клуба. Советник губернатора Воронежской области по развитию физической культуры и спорта. Числился в штате клуба и работал советником на общественных началах.
23 декабря 2020 года на Совете директоров ФК «Локомотив» Москва был назначен генеральным директором клуба.